# Kościół św. Stanisława w Kobylinie-Borzymach
Kościół św. Stanisława w Kobylinie-Borzymach – rzymskokatolicki kościół w dekanacie Kobylin w diecezji łomżyńskiej, w Kobylinie przy ul. Głównej 3.

## Historia
- w 1420 zbudowano murowaną kaplicę, wokół której skupiało się całe życie religijne Kobylina. Kaplica spełniała rolę głównego ośrodka religijnego na tym terenie do 1662.[3]
- 1662 – rozpoczęto budowę nowego, drewnianego kościoła, który przetrwał do 1740.[3]
- 1740 – ks. Szymon Zalewski, kanonik brzeski zbudował kolejny trójnawowy, drewniany kościół. Kościół posiadał dwie kaplice: północną, drewnianą i południową, murowaną, rozebraną w roku 1904.[4] Kościół otrzymał wezwanie świętego Stanisława Biskupa i Męczennika i został konsekrowany dnia 20 października 1743 roku[3].
- 1898-1904 – wzniesiony został obecny, neogotycki kościół według projektu Franciszka Przecławskiego[4].
- 1910 – 21 sierpnia kościół został konsekrowany.
- 1944 – 11 sierpnia Niemcy wysadzili minami wieżę i fronton kościoła[3].
- 1947 – wieże zostały częściowo odbudowane[4].
- 1988 – 20 października Wojewódzki Konserwatorów Zabytków podjął decyzję o wpisaniu kościoła parafialnego pw. św. Stanisława w Kobylinie-Borzymach do rejestru zabytków nieruchomych pod nr rej.: 478[1].
- 1989 – 1990 – dzięki staraniom proboszcza parafii, księdza Stanisława Roszkowskiego podjęto rekonstrukcję zniszczonych w czasie wojny wież, przywracając im pierwotną wysokość (52 m)[3].
- W latach 1995–2000 odnowiono ołtarz główny[4].

## Architektura[5]
Neogotycki kościół jest trójnawowy, z cegły, nietynkowany, na podmurówce z ciosów kamiennych. Elewacja zewnętrzna jest wsparta uskokowymi skarpami. Sklepienie w korpusie i prezbiterium jest krzyżowo-żebrowe, w kaplicy i zakrystii – gwiaździste a w kruchcie – krzyżowe.
W kościele są 4 ołtarze:
- w ołtarzu głównym znajduje się figura św. Stanisława a w zwieńczeniu mieści się figura Matki Boskiej. W ołtarzu stoją też 2 inne rzeźby – św. Józefa i nieznanego świętego. Po bokach ołtarza znajdują się rzeźby: Zabójstwo św. Stanisława i Wskrzeszenie Piotrowina.
- w ołtarzu bocznym w lewej nawie jest rzeźba Ukrzyżowanie Chrystusa. Po bokach stoją rzeźby św. Piotra i Pawła z 1740.
- w ołtarzu bocznym w prawej nawie znajduje się rzeźba Świętej Rodziny a po bokach rzeźby św. Franciszka i św. Antoniego.
- w ołtarzu w kaplicy jest obraz Matki Boskiej Różańcowej a po bokach figury św. Teresy i św. Stanisława Kostki. Za ołtarzem na ścianie jest obraz Ścięcie św. Stanisława Biskupa. Na ścianie kaplicy wisi ponadto obraz Matki Boskiej przekazującej różaniec św. Dominikowi.

Na ścianach prezbiterium znajdują się olejne obrazy Złożenia Chrystusa do grobu i Zmartwychwstania a w zakrystii – obraz Matki Boskiej z Dzieciątkiem z II poł. XVII w. Wyposażenie kościoła (w tym ambona, chrzcielnica i konfesjonały) pochodzi z pocz. XIX w.
Wymiary kościoła:
- długość: 41,5 m
- szerokość: 19,5 m
- wysokość do sklepienia: 13 m
- wysokość wież: 52 m

## Galeria zdjęć

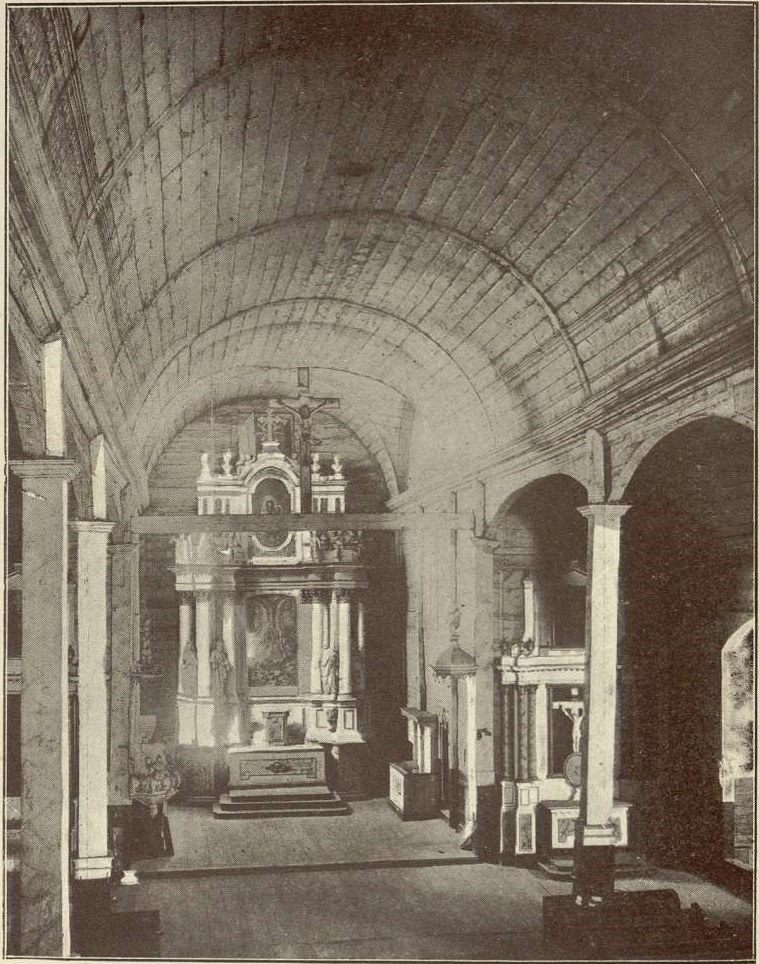
Wnętrze dawnego kościoła drewnianego
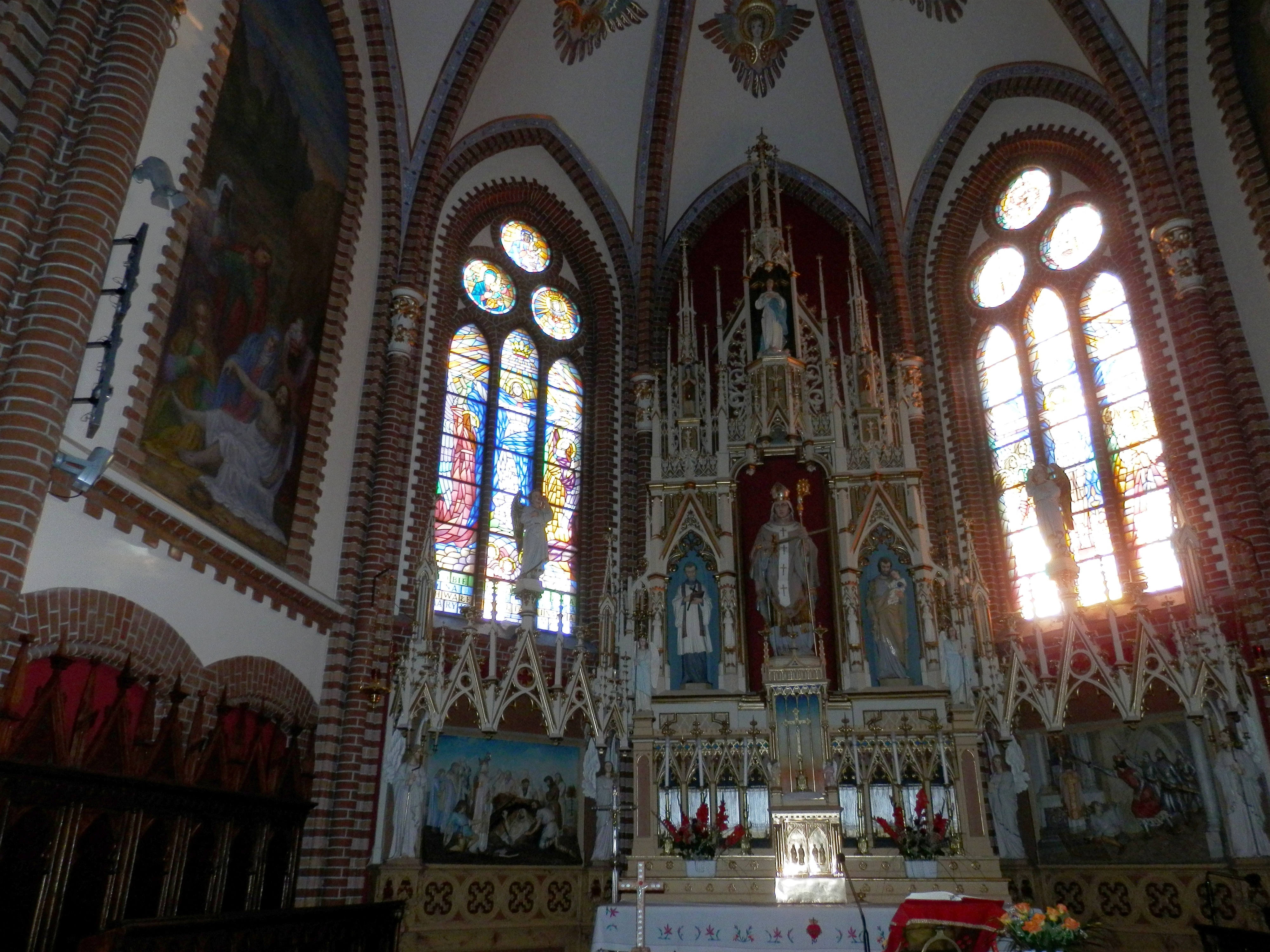
Ołtarz główny w kościele parafialnym
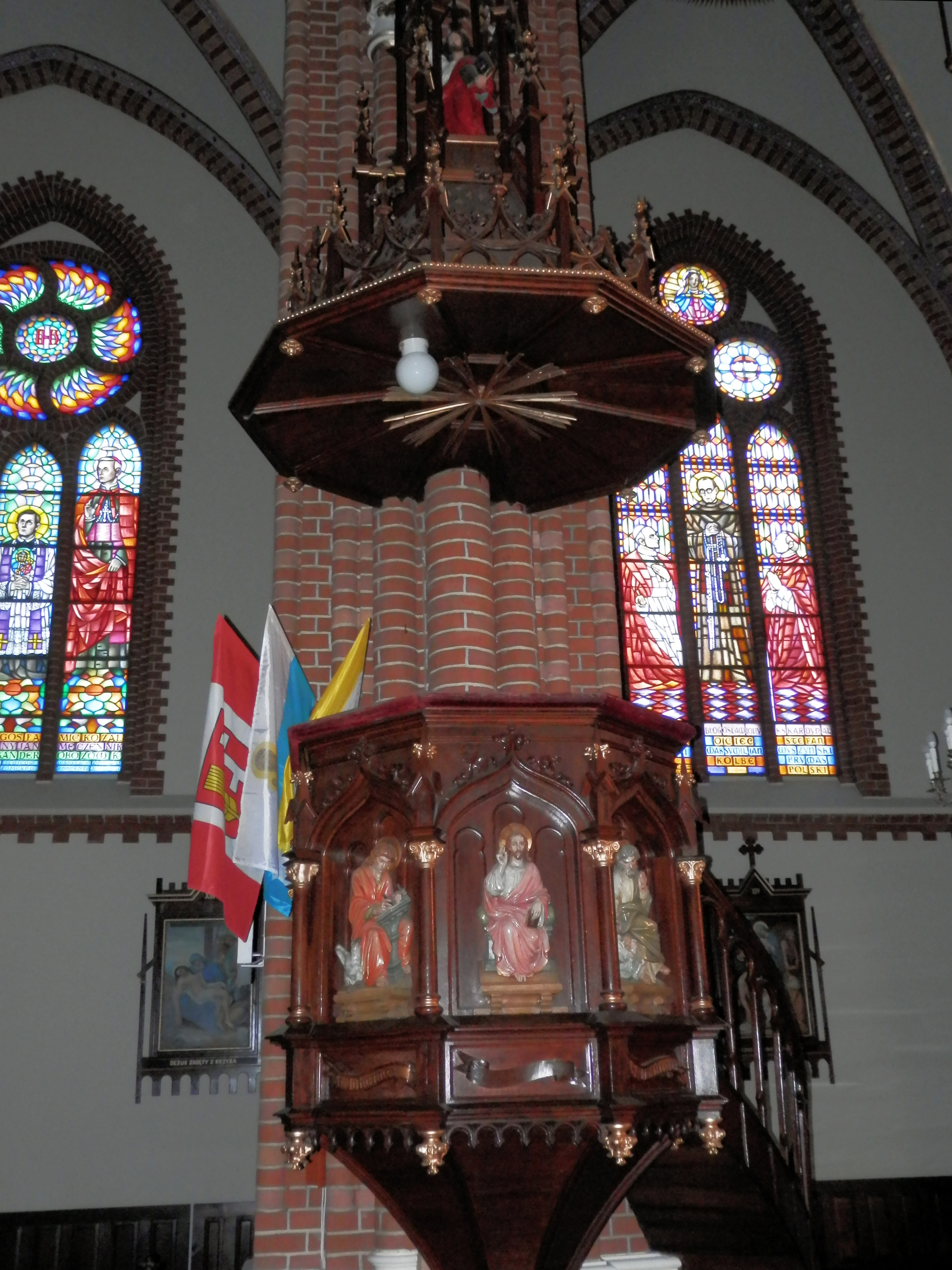
Widok na ambonę i witraże w oknach
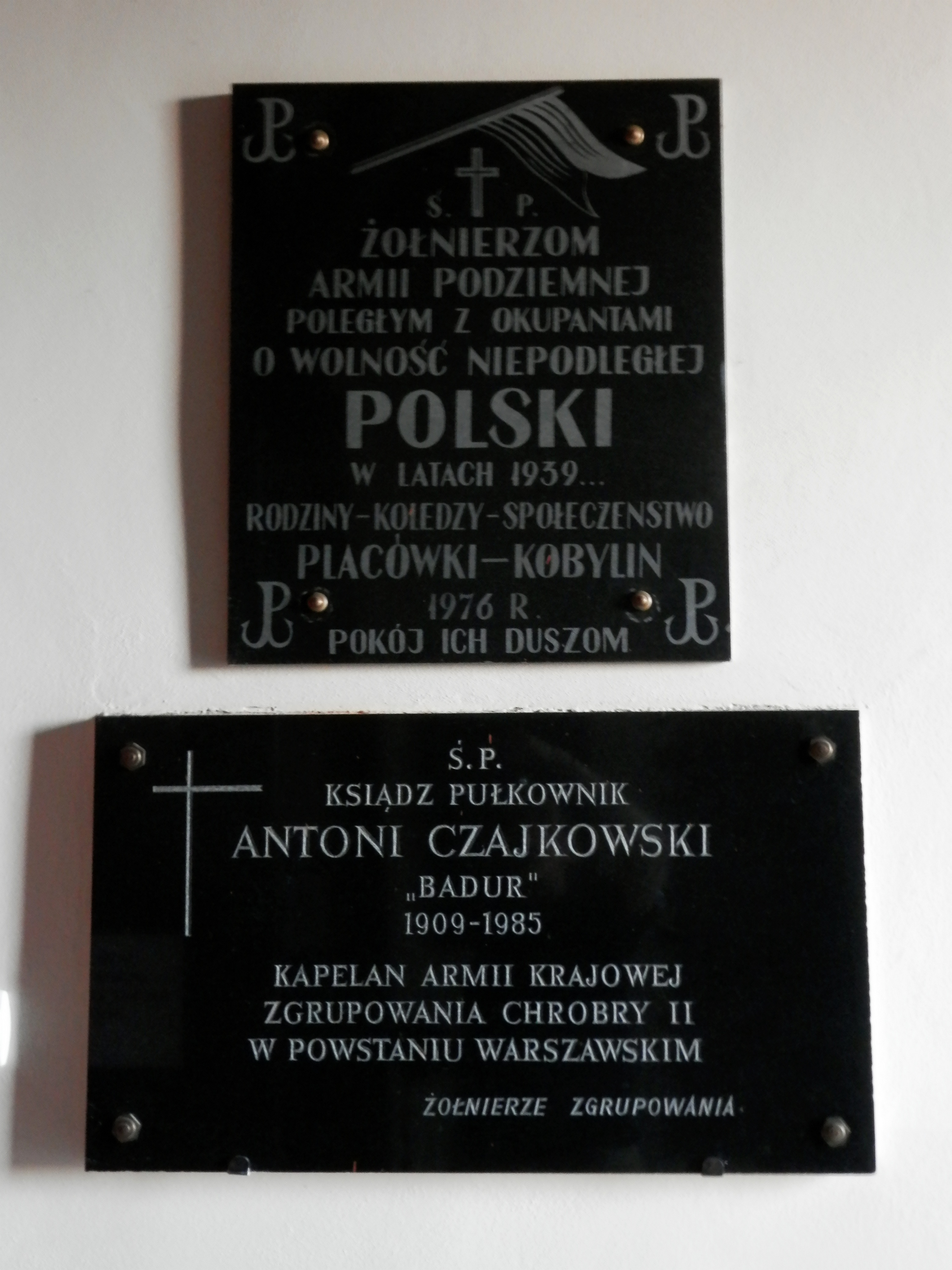
Tablice poświęcone walczącym za ojczyznę